# Faktor impakta
Faktor impakta (IF) naučnog časopisa je mera koja odražava godišnji prosečni broj citata za nedavno objavljene članke tog časopisa. On se često koristi kao izraz relativne važnosti časopisa u datom polju. Časopisi sa višim faktorom impakta se obično smatraju važnijim o onih sa nižom vrednošću faktora. Faktor impakta je razvio Judžin Garfield, osnivač Instituta za naučne informacije. Faktori impakta se izračunavaju na godišnjoj bazi počevši od 1975 za one časopise koji su uvršteni u Izveštaj citacija časopisa.

## Izračunavanje
Za datu godinu, faktor impakta časopisa je broj citacija koju su dobili članci objavljeni u tom časopisu tokom prethodne dve godine, podeljen totalnim brojem članaka koje je časopis objavio tokom istog perioda. Na primer, ako časopis ima faktor impakta od 3 za 2008, onda su njegovi članci objavljeni tokom 2006. i 2007. dobili u proseku 3 citacije u 2008. godini. Potrebno je napomenuti da se faktori impakta za 2008. godinu zapravo objavljuju 2009. godine. Oni se ne mogu izračunati dok indeksna agencija ne obradi sve publikacije iz 2008.
Novi časopisi, koji su uvršteni u indeks od njihovog prvog izdanja, dobijaju faktor impakta nakon dve godine indeksiranja. Časopisi koji su indeksirani počevši od toma koji nije prvi tom dobijaju faktor impakta nako što su indeksirane tri godine njihovih izdanja. Ponekad, Thomson Reuters dodeljuje faktor impakta novim časopisima koji su indeksirani manje od dve godine na bazi parcijalnih citacionih podataka. Godišnje i druge iregularne publikacije ponekad nemaju izdanja u datoj godini, što utiče na vrednosti faktora. 
Faktor impakta se odnosi na specifični vremenski period, te se može izračunati za bilo koji željeni period. Journal Citation Reports (JCR) takođe sadrži petogodišnji faktor impakta. JCR navodi rangove časopisa po faktoru impakta u datoj disciplini, kao što je na primer organska hemija ili psihijatrija.

## Literatura
- Garfield, E. (2006). „The History and Meaning of the Journal Impact Factor”. JAMA. 295 (1): 90—3. PMID 16391221. doi:10.1001/jama.295.1.90.
- Garfield, E (1999). „Journal impact factor: a brief review”. Canadian Medical Association Journal. 161: 979—980.
- McVeigh, M. E.; Mann, S. J. (2009). „The Journal Impact Factor Denominator”. JAMA. 302 (10): 1107—9. PMID 19738096. doi:10.1001/jama.2009.1301.
- Hubbard, S. C.; McVeigh, M. E. (2011). „Casting a wide net: The Journal Impact Factor numerator”. Learned Publishing. 24 (2): 133—137. doi:10.1087/20110208.
- Gilbert, Natasha (2010). „UK science will be judged on impact”. Nature. 468 (7322): 357. Bibcode:2010Natur.468..357G. PMID 21085146. doi:10.1038/468357a.
- Groesser, Stefan N. (2012). „Dynamics of Journal Impact Factors”. Systems Research and Behavioral Science. 29 (6): 624—644. doi:10.1002/sres.2142.
- Marcus, Adam and Ivan Orasnky, "What's Behind Big Science Frauds?," The New York Times, May 22, 2015.

## Spoljašnje veze
- List of ranking (by field) and impact factor by Science Watch
- „Journal Citation Reports”. Архивирано из оригинала 11. 08. 2009. г. Приступљено 18. 07. 2009.
- Does the 'Impact Factor' Impact Decisions on Where to Publish?, American Physical Society. Accessed: 2010-07-10.